# Chronologie des femmes en mathématiques

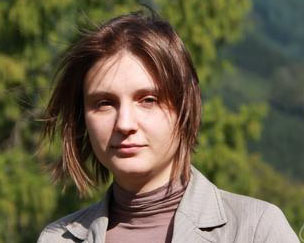
Maryna Viazovska au Mathematical Research Institute d'Oberwolfach, 2013.

Il s'agit d'une chronologie des femmes en mathématiques.
Dans de nombreuses cultures, les femmes n'étaient pas reconnues comme capables de contribuer aux domaines de la science ou de la philosophie. Cependant, de nombreuses contributions de femmes aux mathématiques ont été observées.

## Chronologie
350-370 jusqu'en 415 : Hypatie, philosophe néoplatoniste grecque alexandrine en Égypte, est la première femme bien documentée en mathématiques. Elle dirige l'école néoplatonicienne d'Alexandrie, en Égypte, à partir de l'an 400. Ses étudiants sont de jeunes hommes de tout l'empire.
1678 : Elena Cornaro Piscopia devient l'une des premières femmes à recevoir (en) un diplôme universitaire d'une université et la première à recevoir un doctorat. Elle est ensuite chargée de cours à l'université de Padoue en mathématiques. .

### XVIIIesiècle
1748: la mathématicienne italienne Maria Gaetana Agnesi publie le premier livre traitant à la fois du calcul différentiel et intégral, intitulé Instituzioni analitiche ad uso della gioventù italiana,.
1750 : la mathématicienne italienne Maria Agnesi est nommée par le pape Benoît XIV professeure de mathématiques, de philosophie naturelle et de physique, devenant ainsi la première femme professeur de mathématiques de l'histoire à l'université de Bologne.
1759 : la traduction et le commentaire de la mathématicienne française Émilie du Châtelet sur les Principia Mathematica d'Isaac Newton sont publiés à titre posthume ; elle est toujours considérée comme la traduction française standard.
v. 1787-1797 : l'astronome chinoise autodidacte Wang Zhenyi publie au moins douze livres et plusieurs articles sur l'astronomie et les mathématiques. L'une de ses contributions a été de pouvoir décrire son point de vue sur les phénomènes célestes dans son article, "Dispute of the Procession of the Equinoxes". Elle a pu expliquer et simplement prouver comment les équinoxes se déplacent, puis comment calculer leur mouvement. Elle admirait le mathématicien Mei Wending (1633-1721). Il était célèbre au début de la dynastie Qing et a écrit le livre, Principes de calcul. Wang Zhenyi est devenue maître de ce livre, le réécrivant même dans un langage plus simple, et l'a mis à la disposition des autres sous le titre, The Musts of Calculation.

### XIXesiècle
1827 : la mathématicienne française Sophie Germain voit son théorème, connu sous le nom de théorème de Sophie Germain, publié dans une note de bas de page d'un livre du mathématicien Adrien-Marie Legendre,. Le théorème est une étape majeure vers la démonstration du dernier théorème de Fermat pour le cas où n est égal à 5.
1829 : le premier examen public d'une jeune fille américaine en géométrie a lieu.
1874 : la mathématicienne russe Sofia Kovalevskaïa devient la première femme en Europe moderne à obtenir un doctorat en mathématiques[pas clair], qu'elle a obtenu à l'université de Göttingen en Allemagne.
1880 : la Britannique Charlotte Scott obtient une autorisation spéciale pour passer l'examen Mathematical Tripos de Cambridge, car les femmes ne sont normalement pas autorisées à passer l'examen. Elle arrive huitième du Tripos parmi tous les étudiants qui ont participé, mais en raison de son sexe, le titre de « huitième wrangler », un grand honneur, est allé officiellement à un étudiant masculin. Lors de la cérémonie, cependant, après l'annonce du septième wrangler, tous les élèves du public ont crié son nom. Parce qu'elle ne pouvait pas assister à la cérémonie de remise des prix, Scott a célébré son succès séparément.
1886 : Winifred Edgerton Merrill devient la première américaine à obtenir un doctorat en mathématiques, qu'elle a obtenu de l'université Columbia.
1888 : Sofia Kovalevskaïa découvre la toupie de Kovalevskaïa (en), un des rares exemples connus de mouvements de corps rigides intégrables,.
1889 : Sofia Kovalevskaïa est nommée première professeure en Europe du Nord à l'université de Stockholm,.
1890 : Philippa Fawcett devient la première femme à obtenir la meilleure note au Mathematical Tripos de Cambridge. Son score est de 13% supérieur au deuxième score le plus élevé. Lorsque la liste des femmes a été annoncée, Fawcett a été décrite comme « au-dessus du senior wrangler », mais elle n'a pas reçu le titre de senior wrangler, car à cette époque, seuls les hommes pouvaient recevoir des diplômes et donc seuls les hommes étaient éligibles pour ce titre,.
1895 : Thyra Eibe est la première Danoise à obtenir un diplôme en mathématiques de l'université de Copenhague.

### XXesiècle
1902 : Elizabeth Stephansen est la première Norvégienne à obtenir un doctorat,.
1913 : la mathématicienne américaine Mildred Sanderson publie son théorème sur les invariants modulaires dans sa thèse. Elle a été la première étudiante diplômée de Leonard Eugene Dickson, qui a ensuite écrit à propos de sa thèse: «Cet article est une contribution très importante à ce domaine de travail; son importance réside en partie dans le fait qu'il établit une correspondance entre les invariants modulaires et formels. Son théorème principal a déjà été fréquemment cité en raison de son caractère fondamental. Sa preuve est un remarquable morceau de mathématiques. » Eric Temple Bell écrit: «La contribution unique de Miss Sanderson (1913) aux invariants modulaires a été classée par les juges compétents comme l'un des classiques du sujet.».
1918 : la mathématicienne allemande Emmy Noether publie le (premier) théorème de Noether, qui stipule que toute symétrie différenciable de l'action d'un système physique a une loi de conservation correspondante.
1927 : la mathématicienne américaine Anna Pell Wheeler devient la première femme à présenter une conférence au American Mathematical Society Colloquium.
1930 : Cecilia Krieger est la première femme à obtenir un doctorat en mathématiques au Canada, à l'université de Toronto <.
Années 1930 : la mathématicienne britannique Mary Cartwright prouve le théorème qui porte son nom. Pour le prouver, elle a utilisé une nouvelle approche, appliquant une technique introduite par Lars Ahlfors pour les cartographies conformes.
1943 : Euphemia Haynes devient la première femme afro-américaine à obtenir un doctorat en mathématiques, qu'elle a obtenu de l'université catholique.
1949 : la mathématicienne américaine Gertrude Cox devient la première femme élue à l'Institut international de statistique.
1956 : la mathématicienne américaine Gladys West commence à collecter des données à partir de satellites à la division Dahlgren du Naval Surface Warfare Center. Ses calculs ont un impact direct sur le développement de systèmes GPS précis.

#### Années 1960
1960 et 1966 : Lucy Joan Slater publie deux livres sur les fonctions hypergéométriques aux Cambridge University Press,.
1962 : la mathématicienne américaine Mina Rees est devenue la première femme à remporter le prix Yueh-Gin Gung et Dr Charles Y. Hu pour service distingué en mathématiques, qui est le prix le plus prestigieux décerné par la Mathematical Association of America.
1964: Mary Cartwright est la première femme à remporter la médaille Sylvester de la Royal Society de Londres, décernée tous les trois ans depuis 1901 pour encourager la recherche mathématique, sans égard à la nationalité.
1966: Mary L. Boas, mathématicienne et professeure de physique américaine, publie Mathematical Methods in the Physical Sciences, qui était encore largement utilisée dans les salles de classe des collèges en 1999 ,.
1968: Mary Cartwright  devient  la première femme à remporter la médaille De Morgan, premier prix de la London Mathematical Society.

#### Années 1970
1970: la mathématicienne américaine Mina Rees devient la première femme présidente de l'Association américaine pour l'avancement des sciences.
1971: la mathématicienne américaine Mary Ellen Rudin construit le premier espace de Dowker (en),.
1971: Fondation de l'Association des femmes en mathématiques (AWM), société professionnelle dont la mission est d'encourager les femmes et les filles à étudier et à avoir une carrière active dans les sciences mathématiques, et à promouvoir l'égalité des chances et l'égalité de traitement entre les femmes et les filles dans les sciences mathématiques.
1971: le Comité mixte sur les femmes dans les sciences mathématiques (JCW) est fondé en tant que comité de l'American Mathematical Society (AMS). C'est maintenant un comité mixte de sept sociétés mathématiques et statistiques qui travaille à identifier les mécanismes pour l'amélioration des opportunités pour les femmes dans les sciences mathématiques et statistiques, recommander des actions aux organes directeurs des sociétés membres à l'appui de ces opportunités, et documenter ses recommandations en présentant des données.
1973: la mathématicienne américaine Jean Taylor publie sa thèse qui résout un problème de longue date concernant la longueur et la douceur des courbes à triple fonction du film de savon.
1974: la mathématicienne américaine Joan Birman publie le livre Braids, Links, and Mapping Class Groups. C'est devenu une introduction standard, de nombreux chercheurs actuels ont appris le sujet à travers lui.
1975-1977: la mathématicienne amateur américaine Marjorie Rice, qui n'avait aucune formation formelle en mathématiques au-delà du lycée, a découvert trois nouveaux types de pentagones à pavage et plus de soixante pavages distincts par pentagones.
1975: la mathématicienne américaine Julia Robinson devient la première femme mathématicienne élue à l'Académie nationale des sciences.
1979: Mary Ellen Rudin  devient  la première femme à présenter les conférences Earle Raymond Hedrick; établies par la Mathematical Association of America.
1979: la mathématicienne américaine Dorothy Lewis Bernstein devient la première femme présidente de la Mathematical Association of America .

#### Années 1980
1981 : la mathématicienne canado-américaine Cathleen Morawetz devient la première mathématicienne à donner une conférence Gibbs,.
1981 : la mathématicienne américaine Doris Schattschneider devient la première rédactrice en chef de Mathematics Magazine,.
1981 : la mathématicienne ivoirienne Joséphine Guidy Wandja mathématicienne ivoirienne née en 1945 au Cameroun, devient la première agrégée africaine et docteure d’État en mathématiques, la première femme africaine avec un doctorat de 3ème cycle en mathématiques, la première femme africaine professeure de mathématiques dans une université. Elle a publié aux Nouvelles Éditions africaines (NEA) à Abidjan une bande dessinée : Yao crack en maths, ainsi qu'un livre Elections démocratiques et mathématiques..
1983: Julia Robinson devient la première femme présidente de l'American Mathematical Society.
1983: Julia Robinson devient la première femme mathématicienne à recevoir une bourse MacArthur.
1988: Doris Schattschneider est la première femme à présenter les conférences J. Sutherland Frame, qui sont présentées à la réunion d'été de la Mathematical Association of America.

#### Années 1990
1992 : la mathématicienne américaine Gloria Gilmer  devient la première femme à prononcer une importante conférence de la National Association of Mathematicians (l'adresse de Cox – Talbot).
1995: la mathématicienne américaine Margaret Wright devient la première femme présidente de la Society for Industrial and Applied Mathematics.
1995 : Ina Kersten est la première femme à présider la Deutsche Mathematiker-Vereinigung (Société allemande de Mathématiques)
1995: la mathématicienne israélo-canadienne Leah Edelstein-Keshet devient la première femme présidente de la Society for Mathematical Biology (en).
1996: Joan Birman devient la première femme à recevoir le prix Chauvenet, décerné chaque année par la Mathematical Association of America à l'auteur d'un article d'exposition exceptionnel sur un sujet mathématique par un membre de l'association.
1996: Ioana Dumitriu, une étudiante de deuxième année de l'Université de New York en Roumanie, est la première femme à être nommée Fellow Putnam, récompensant les meilleurs résultats du concours de mathématiques William Lowell Putnam,.
1998: Melanie Wood est la première femme américaine à faire partie de l'équipe américaine des Olympiades internationales de mathématiques. Elle a remporté des médailles d'argent aux Olympiades internationales de mathématiques de 1998 et 1999.

### XXIesiècle

#### Années 2000
2002 : Susan Howson est la première femme à remporter le prix Adams, décerné chaque année par l'université de Cambridge à un mathématicien britannique de moins de 40 ans.
2002: Melanie Wood est la première Américaine et la deuxième femme au classement général à être nommée Fellow Putnam en 2002,,.
2004 : Melanie Wood est la première femme à remporter le prix Morgan pour la recherche exceptionnelle en mathématiques par une étudiante de premier cycle.
2004: Alison Miller est la toute première médaillée d'or féminine de l'équipe américaine des Olympiades internationales de mathématiques.
2006: la mathématicienne polono-canadienne Nicole Tomczak-Jaegermann est la première femme à remporter le prix CRM-Fields-PIMS, qui reconnaît des réalisations exceptionnelles en sciences mathématiques,.
2006: Stefanie Petermichl, analyste mathématique allemande alors à l'Université du Texas à Austin, devient la première femme à remporter le Prix Salem,. Elle partage le prix avec Artur Ávila.

#### Années 2010
2012: la mathématicienne lettone Daina Taimiņa devient la première femme à remporter le prix du livre Euler, décerné chaque année à un ou plusieurs auteurs d'un livre exceptionnel sur les mathématiques, pour son livre Crocheting Adventures with Hyperbolic Planes.
2012: Création du Comité de travail pour les femmes en mathématiques, de la Société mathématique chinoise (WCWM-CMS), une des branches de la Société mathématique chinoise ; il s'agit d'une organisation académique nationale à but non lucratif dans laquelle les femmes mathématiciens engagées dans la recherche, l'enseignement et les applications des mathématiques peuvent partager leurs recherches scientifiques grâce à des échanges académiques en Chine et à l'étranger.
2014: Maryam Mirzakhani est la première femme à recevoir la médaille Fields, qui lui a été décernée pour "ses contributions exceptionnelles à la dynamique et à la géométrie des surfaces de Riemann et de leurs espaces de modules",,. Elle a partagé le prix avec Martin Hairer, Manjul Bhargava et Artur Ávila. Il s'agit d'un prix décerné à deux, trois ou quatre mathématiciens âgés de moins de 40 ans à chaque congrès international de l'Union mathématique internationale, et est souvent considéré comme le plus grand honneur qu'un mathématicien puisse recevoir,.
2016 : la mathématicienne française Claire Voisin reçoit la médaille d'or du CNRS, la plus haute distinction de recherche scientifique en France.
2016 : le comité Women in Mathematics de la London Mathematical Society reçoit le premier prix Athena de la Royal Society.
2019 : la mathématicienne américaine Karen Uhlenbeck est devenue la première femme à remporter le prix Abel, le comité de récompense citant «l'impact fondamental de son travail sur l'analyse, la géométrie et la physique mathématique»,.